# Luis Galarza
Luis Eduardo Galarza (La Paz, Bolivia, 14 de mayo de 1985) es un exfutbolista boliviano. Jugaba de arquero y su último equipo fue Universitario de Sucre de la Liga de Fútbol Profesional Boliviano.

## Clubes
| Club                   | País    | Año         |
| ---------------------- | ------- | ----------- |
| Wilstermann            | Bolivia | 2004 - 2008 |
| The Strongest          | Bolivia | 2009 - 2011 |
| Real Mamoré            | Bolivia | 2011 - 2012 |
| Aurora                 | Bolivia | 2012 - 2013 |
| Universitario de Sucre | Bolivia | 2013        |